# Domain Awareness System
Das Domain Awareness System ist ein von Microsoft entwickeltes Überwachungssystem. Es wurde für New York City entwickelt und soll zur Terror- und Kriminalitätsprävention, -fahndung und Strafverfolgung eingesetzt werden. Dazu stehen dem System die Videos der 3000 Überwachungskameras, 600 Teilchendetektoren und über 100 Kennzeichenlesegeräte zur Verfügung. Das System soll keine Gesichtserkennung nutzen.
Am 8. August 2012 wurde von New Yorks Bürgermeister Michael Bloomberg und Polizeikommissar Raymond Kelly eine Partnerschaft mit Microsoft bekanntgegeben, die der Verbrechensbekämpfung dient.
New York hat mit Microsoft eine Vereinbarung, laut der die Stadt 30 % der Einnahmen erhalten soll, wenn eine weitere Stadt das System kauft.